# Frontové státy

Mapa regionu

Frontové státy (Frontline States) bylo označení pro skupinu afrických zemí, které sousedily s Jihoafrickou republikou (JAR) a Rhodesií, ovládanými bělochy. Jejich cílem bylo svrhnout tamní režimy; iniciovaly mezinárodní sankce proti JAR a Rhodesii (bojkot montrealské olympiády) a podporovaly Africký národní kongres a další opoziční skupiny. Organizaci frontových států založil v roce 1974 Kenneth Kaunda a jejími členy byli Zambie, Tanzanie, Mosambik, Angola, Botswana, Lesotho a Svazijsko. V roce 1980, po předání moci do rukou černošské většiny, přistoupilo Zimbabwe. Jediným státem regionu, které nepatřilo mezi frontové státy, bylo Malawi, které naopak s JAR úzce spolupracovalo.
Organizace byla spíše neformální, společný postup komplikovaly objektivní překážky: zatímco státy s levicovými režimy jako Zambie a Zimbabwe prosazovaly nesmiřitelný postup vůči apartheidu, Botswana nebo Lesotho vzhledem ke své ekonomické závislosti na JAR musely jít cestou kompromisů. Organizace frontových států zanikla poté, co Frederik Willem de Klerk zahájil proces přechodu k demokracii a vzniklo Jihoafrické rozvojové společenství.
V roce 1990 se v Glasgow uskutečnil festival Frontline States, představující kulturu a historii jihoafrických zemí.